# Георгиев, Александр Георгиевич
Александр Георгиевич Георгиев (род. 10 февраля 1996, Русе) — российский хоккеист, вратарь клуба «Сан-Хосе Шаркс». Призёр чемпионата мира 2019 года.

## Игровая карьера
Александр Георгиев родился в русско-болгарской семье в Болгарии, но в возрасте одного года переехал с родителями на постоянное место жительства в Москву. Обучаться хоккею начал в спортивной школе «Московские Пингвины», также после пингвинов выступал за СШОР «Русь», после чего перешёл в 2009 году в воскресенский «Химик», за который выступал в юниорских лигах. В период выступления команды в молодёжной хоккейной лиге под руководством Юрия Страхова Георгиеву не предоставлялось игровое время. Поскольку начиная с 10 лет Георгиев ежегодно посещал тренировочный лагерь Фредрика Норрены в финском городе Пиетарсаари, он получил приглашение на просмотр в клуб ТПС, где завершивший игровую карьеру Норрена стал тренером вратарей команды. После нескольких товарищеских игр клуб согласился заключить соглашение с игроком, поскольку у Георгиева имелось гражданство Европейского союза.
Первоначально Георгиев был отправлен в молодёжный состав команды, где самостоятельно должен был обеспечивать себя жильём и хоккейной экипировкой, и лишь с начала 2015 года он начал привлекаться к тренировкам основной команды. 2 января 2015 года дебютировал в финской хоккейной лиге в матче против клуба «Таппара», пропустив 3 шайбы. 12 февраля того же года он оформил первую игру «на ноль» во взрослой карьере во встрече с ХПК, отразив все 37 бросков, за что удостоился титула первой звезды матча. По решению тренерского штаба вскоре Георгиев вновь уступил место в воротах основному вратарю — Теему Лассиле, и провёл остаток сезона в молодёжной команде, выиграв с ней молодёжный чемпионат Финляндии.
Сезон 2015-16 получился для Георгиева неровным, поскольку он был вынужден бороться с Оскари Сетясеном за место второго вратаря команды, и сумел провести лишь 10 встреч в регулярном чемпионате. 11 января 2016 года Георгиев был отдан в бесплатную аренду в клуб второй финской лиги «СаПКо», где отыграл ещё 13 игр. На время матчей плей-офф из-за травмы Сетясена Георгиев был отозван из аренды, и успел провести две встречи в серии против клуба «Кярпят».
В 2016 году Георгиев принял участие в молодёжном чемпионате мира, являясь первым вратарём команды России и завоевал вместе с ней серебряные медали первенства.
В сезоне 2016-17 после ухода из ТПС Лассилы борьба между Георгиевым и Сетясеном разгорелась с новой силой, но вновь тренерский штаб отдал большее предпочтение финскому вратарю, позволив ему провести 35 встреч против 27 у россиянина. Несмотря на это, по итогам сезона Георгиев стал лучшим по статистике вратарём лиги, имея наименьшее среднее число пропущенных шайб за игру, и вошёл в число лучших по проценту отражённых бросков, что по мнению Фредрика Норрены стало прямым следствием конкуренции в команде. 23 января 2017 года Георгиев продлил контракт с клубом на три года.
В июле 2017 года подписал контракт новичка с командой НХЛ «Нью-Йорк Рейнджерс». Сезон 2017/18 начал в фарм-клубе «Рейнджерс» в АХЛ «Хартфорд Вулф Пэк». В концовке сезона после травмы Ондржея Павелеца и потери шансов на выход в плей-офф был вызван в основной состав «Рейнджерс». 22 февраля 2018 года дебютировал в НХЛ в матче против «Монреаль Канадиенс», отразил 38 из 40 бросков, но команда уступила 1:3 (третья шайба была забита в пустые ворота). Первую победу одержал в своем 3-м матче против «Эдмонтон Ойлерз», пропустив 2 шайбы после 37 бросков.
21 ноября 2018 года Георгиев сделал первый шатаут в карьере НХЛ в матче против «Нью-Йорк Айлендерс», отразив все 29 бросков в створ своих ворот, и тем самым помог «Рейнджерс» одержать победу со счётом 5:0, став первой звездой матча. 30 марта 2019 года Георгиев сделал второй шатаут в карьере НХЛ в матче против «Филадельфия Флайерз», тем самым повторив рекорд франшизы по «сухим» матчам за сезон для новичков, который принадлежит Хенрику Лундквисту.
На чемпионате мира 2019 года в Словакии Георгиев отстоял на ноль два матча за сборную России — против сборной Австрии и против сборной Швейцарии.
10 июля 2022 года подписал с «Колорадо Эвеланш» трёхлетний контракт на 10,2 млн долларов.
В сезоне 2022/23 был основном вратарём «Эвеланш», проведя 62 матча и одержав в них 40 побед, разделив первое место по количеству побед за сезон с Линусом Улльмарком из «Бостона».
14 октября 2023 года в матче против «Шаркс» одержал свою 100-ю победу в регулярных сезонах НХЛ. Георгиев затратил на это 192 матча. Был признан второй звездой недели в НХЛ (16-22 октября). 24 октября одержал шестую победу в шести стартовых матчах сезона, проведя все матчи без замен. Георгиев стал третьим вратарём НХЛ в XXI веке, одержавшим 6 побед в 6 стартовых матчах команды в сезоне.
9 декабря 2024 года был обменян в «Сан-Хосе Шаркс» вместе с Николаем Коваленко, а также  5-й раунд 2025 года и 2-й раунд 2026 года на Маккензи Блэквуда.